# Lijst van voetbalinterlands Brazilië - Zweden (vrouwen)
Deze lijst van voetbalinterlands is een overzicht van alle officiële voetbalinterlands tussen de nationale vrouwenteams van Brazilië en Zweden. De landen hebben tot nu toe elf keer tegen elkaar gespeeld.

## Wedstrijden
| №  | Plaats         | Datum             | Competitie             | Wedstrijd         | Uitslag            |
| -- | -------------- | ----------------- | ---------------------- | ----------------- | ------------------ |
| 1  | Panyu          | 21 november 1991  | WK 1991                | Brazilië − Zweden | 0 − 2              |
| 2  | Helsingborg    | 5 juni 1995       | WK 1995                | Zweden − Brazilië | 0 − 1              |
| 3  | Melbourne      | 13 september 2000 | Olympische Spelen 2000 | Zweden − Brazilië | 0 − 2              |
| 4  | Foxborough     | 1 oktober 2003    | WK 2003                | Brazilië − Zweden | 1 − 2              |
| 5  | Patras         | 23 augustus 2004  | Olympische Spelen 2004 | Brazilië − Zweden | 1 − 0              |
| 6  | Göteborg       | 25 april 2009     | Vriendschappelijk      | Zweden − Brazilië | 3 − 1              |
| 7  | Stockholm      | 19 juni 2013      | Vriendschappelijk      | Zweden − Brazilië | 1 − 1              |
| 8  | Lagos          | 6 maart 2015      | Algarve Cup 2015       | Zweden − Brazilië | 0 − 2              |
| 9  | Rio de Janeiro | 6 augustus 2016   | Olympische Spelen 2016 | Brazilië − Zweden | 5 − 1              |
| 10 | Rio de Janeiro | 16 augustus 2016  | Olympische Spelen 2016 | Brazilië − Zweden | 0 − 0 (n.p. 3 - 4) |
| 11 | Solna          | 28 juni 2022      | Vriendschappelijk      | Zweden − Brazilië | 3 − 1              |

## Samenvatting
| Competitie        | Totaal gespeeld | Winst Brazilië | Gelijk | Winst Zweden | Doelsaldo Brazilië – Zweden |
| ----------------- | --------------- | -------------- | ------ | ------------ | --------------------------- |
| WK-eindronde      | 3               | 1              | 0      | 2            | 2 − 4                       |
| Olympische Spelen | 4               | 3              | 1      | 0            | 8 − 1                       |
| Algarve Cup       | 1               | 1              | 0      | 0            | 2 − 0                       |
| Vriendschappelijk | 3               | 0              | 1      | 2            | 3 − 7                       |
| Totaal            | 11              | 5              | 2      | 4            | 15 − 12                     |